# Peramelide
Familia Peramelidae cuprinde mamifere marsupiale răspândite în Australia și Tasmania. Acestea au o înfățișare asemănătoare cu șobolanii sau iepurii. Una din caracterisitici este dimensiunea mare a urechilor. Unii reprezentanți ai familiei ajung până la dimensiuni de 40 cm (bursucul marsupial).